# Charles-Philippe Robin
Charles-Philippe Robin (1821 – 1885) è stato uno scienziato francese.
Medico, fu professore all'Università di Parigi prima di storia naturale, poi di anatomia e, infine, di istologia. Nel 1864 fondò il Journal de l'anatomie et de la physiologie normales et pathologiques de l'homme et des animaux. Nel 1866 fu nominato membro della prestigiosa Académie Royale des Sciences di Parigi. Si occupò a fondo di microscopia, anche da un punto di vista tecnico. Sull'argomento pubblicò, infatti, vari scritti, fra i quali si segnalano: Du Microscope et des Injections dans leurs application à l'Anatomie et à la Pathologie (Parigi, 1849) e un Traité du Microscope (Parigi, 1871).